# Оне (Об)
Оне́ (фр. Aulnay) — коммуна во Франции, находится в регионе Шампань — Арденны. Департамент — Об. Входит в состав кантона Шаванж. Округ коммуны — Бар-сюр-Об.
Код INSEE коммуны — 10017.
Коммуна расположена приблизительно в 160 км к востоку от Парижа, в 55 км южнее Шалон-ан-Шампани, в 32 км к северо-востоку от Труа.

## Население
Население коммуны на 2008 год составляло 111 человек.
| 1962 | 1968 | 1975 | 1982 | 1990 | 1999 | 2008 |
| ---- | ---- | ---- | ---- | ---- | ---- | ---- |
| 103  | 117  | 109  | 105  | 106  | 118  | 111  |

## Экономика
В 2007 году среди 61 человека в трудоспособном возрасте (15—64 лет) 50 были экономически активными, 11 — неактивными (показатель активности — 82,0 %, в 1999 году было 70,7 %). Из 50 активных работали 47 человек (24 мужчины и 23 женщины), безработных было 3 (1 мужчина и 2 женщины). Среди 11 неактивных 2 человека были учениками или студентами, 7 — пенсионерами, 2 были неактивными по другим причинам.